# Sieglinde Gstöhl
Sieglinde Gstöhl es una escritora de Liechtenstein nacida en 1964.
Es la menor de las tres hijas de Georg Gstöhl y su esposa Lore († 1996). Estudió ciencias económicas y sociales en la Universidad de San Galo, donde se licenció en 1988 y más tarde en Relaciones Internacionales y Ciencias Políticas en la Universidad de Ginebra. Ha sido miembro del Centro de Asuntos Internacionales de la Universidad de Harvard en Cambridge.

## Libros
- European Union Diplomacy: Coherence, Unity and Effectiveness. Bruselas: P.I.E. Peter Lang, 2012
- Europe's Near Abroad: Promises and Prospects of the EU's Neighbourhood Policy. Bruselas: P.I.E. Peter Lang, 2008
- Small States in International Relations.  Seattle/Reykjavik: Universidades de Washington e Islandia, 2006
- Global Governance und die G8: Gipfelimpulse für Weltwirtschaft und Weltpolitik. Münster: LIT Verlag, 2003
- Reluctant Europeans: Sweden, Norway, and Switzerland in the Process of Integration. Boulder: Lynne Rienner, 2002
- Flexible Integration für Kleinstaaten? Liechtenstein und die Europäische Union. Schaan: Verlag der LAG. (Liechtenstein Politische Schriften, 33), 2001